# Колаборант
Колабора́ціоніст — особа, яка усвідомлено співпрацює із окупаційною цивільною чи військовою владою на шкоду власній країні.
Колабораційна діяльність у кримінальному праві України, з 3 березня 2022 року, є кримінальним правопорушенням.

## Різновиди
На відміну від загального тлумачення поняття колабораціонізму, комуністичні режими Східної Європи були схильні розглядати як колабораціоністів людей, які:
- пасивно виконували громадянські обов'язки без скоєння злочинів;
- були до цього змушені — це порушення своїх обов'язків агресором, а не окупованим населенням;
- були військовополоненими;
- вели національно-визвольну боротьбу проти тоталітарного режиму.

## Законодавче визначення в Україні
Сутність юридичного тлумачення колабораціонізму та відповідальність за цю діяльність, визначені Законом України «Про внесення змін до деяких законодавчих актів України щодо встановлення кримінального покарання за колабораційну діяльність».
Колабораційна діяльність підпадає під статтю 1111 Кримінального кодексу України.